# Vuelta a Colombia 1996
La 46.ª edición de la Vuelta a Colombia (patrocinada como: Vuelta a Colombia-Colmena) tuvo lugar entre el 21 de abril y el 5 de mayo de 1996. El boyacense Miguel Sanabria del equipo Gaseosas Glacial-Selle Italia se coronó campeón con un tiempo de 58 h, 42 min y 10 s.

## Equipos participantes
| Equipo                                           | Categoría  |
| ------------------------------------------------ | ---------- |
| Agua Natural Glacial                             | Aficionado |
| Cicloases                                        | Aficionado |
| Diario Deportivo-Centro Botánico El Polén        | Aficionado |
| Estrellas de Cundinamarca-Aguardiente Néctar ELC | Aficionado |
| Gaseosas Glacial-Selle Italia                    | Aficionado |
| Gobernación de Antioquia-Pilsen                  | Aficionado |
| Lotería de Medellín-Aguardiente Antioqueño       | Aficionado |
| Manzana Postobón A                               | Aficionado |
| Manzana Postobón B                               | Aficionado |
| Municipal de Itagüí                              | Aficionado |
| Pony Malta de Bavaria-Avianca A                  | Aficionado |
| Pony Malta de Bavaria-Avianca B                  | Aficionado |
| Pony Malta-Kelme A                               | Aficionado |
| Pony Malta-Kelme B                               | Aficionado |
| Todos por Boyacá                                 | Aficionado |

## Etapas
| Etapa      | Fecha       | Recorrido                        | Distancia (km) | Ganador               | Líder             |
| ---------- | ----------- | -------------------------------- | -------------- | --------------------- | ----------------- |
| Prólogo    | 21 de abril | Bogotá                           | 5,1 (CRI)      | Dubán Ramírez         | Dubán Ramírez     |
| 1.ª etapa  | 22 de abril | Chía - Duitama                   | 183,1          | Laudelino Cubino      | Dubán Ramírez     |
| 2.ª etapa  | 23 de abril | Duitama - Socorro                | 221,3          | Jairo Hernández       | Dubán Ramírez     |
| 3.ª etapa  | 24 de abril | Socorro - Bucaramanga            | 120            | Heberth Gutiérrez     | Heberth Gutiérrez |
| 4.ª etapa  | 25 de abril | Bucaramanga - Barrancabermeja    | 168            | Héctor Iván Palacio   | Heberth Gutiérrez |
| 5.ª etapa  | 26 de abril | Barrancabermeja - Puerto Boyacá  | 202            | Carlos Cabrera        | Heberth Gutiérrez |
| 6.ª etapa  | 27 de abril | La Dorada - Villamaría           | 171,2          | Miguel Sanabria       | Miguel Sanabria   |
| 7.ª etapa  | 28 de abril | Villamaría - Alto de Santa Elena | 221,2          | Luis Alberto González | Miguel Sanabria   |
| 8.ª etapa  | 29 de abril | Itagüí - Palestina               | 223,3          | Juan Diego Ramírez    | Miguel Sanabria   |
| 9.ª etapa  | 30 de abril | Chinchiná - Palmira              | 219            | Raúl Montaña          | Miguel Sanabria   |
| 10.ª etapa | 1 de mayo   | Cali                             | 17 (CRI)       | Elkin Barrera         | Miguel Sanabria   |
| 11.ª etapa | 2 de mayo   | Buga - Córdoba                   | 191,1          | Hernán Buenahora      | Miguel Sanabria   |
| 12.ª etapa | 3 de mayo   | Calarcá - Cajamarca              | 155            | Germán Ospina         | Miguel Sanabria   |
| 13.ª etapa | 4 de mayo   | Ibagué - Bogotá                  | 208            | Julio César Aguirre   | Miguel Sanabria   |
| 14.ª etapa | 5 de mayo   | Bogotá                           | 26 (CRI)       | Carlos Contreras      | Miguel Sanabria   |

## Clasificaciones finales

### Clasificación general
Los diez primeros en la clasificación general final fueron:
| Clasificación general |                       |                                 |                  |
| Ciclista              | Ciclista              | Equipo                          | Tiempo           |
| --------------------- | --------------------- | ------------------------------- | ---------------- |
| 1.º                   | Miguel Sanabria       | Gaseosas Glacial-Selle Italia   | 58 h 42 min 10 s |
| 2.º                   | Héctor Iván Palacio   | Gobernación de Antioquia-Pilsen | + 3 min 11 s     |
| 3.º                   | Luis Alberto González | Manzana Postobón A              | + 3 min 13 s     |
| 4.º                   | Elkin Barrera         | Gaseosas Glacial-Selle Italia   | + 3 min 50 s     |
| 5.º                   | José Jaime González   | Pony Malta - Kelme A            | + 4 min 21 s     |
| 6.º                   | Carlos Contreras      | Pony Malta - Kelme A            | + 5 min 26 s     |
| 7.º                   | Efraín Rico           | Manzana Postobón A              | + 5 min 36 s     |
| 8.º                   | Germán Ospina         | Gobernación de Antioquia-Pilsen | + 5 min 40 s     |
| 9.º                   | Jairo Hernández       | Pony Malta de Bavaria-Avianca A | + 6 min 49 s     |
| 10.º                  | Álvaro Lozano         | Manzana Postobón A              | + 7 min 14 s     |

### Clasificación de la montaña
| Clasificación de la montaña |                       |                               |        |
| Ciclista                    | Ciclista              | Equipo                        | Puntos |
| --------------------------- | --------------------- | ----------------------------- | ------ |
| 1.º                         | Miguel Sanabria       | Gaseosas Glacial-Selle Italia | 87     |
| 2.º                         | Luis Alberto González | Manzana Postobón A            | 63     |
| 3.º                         | Efraín Rico           | Manzana Postobón A            | 54     |

### Clasificación de las metas volantes
| Clasificación de las metas volantes |                |                                   |        |
| Ciclista                            | Ciclista       | Equipo                            | Puntos |
| ----------------------------------- | -------------- | --------------------------------- | ------ |
|                                     | Miguel Niño    | Todos por Boyacá                  | 37     |
| 2.º                                 | Felix Cárdenas | Pony Malta de Bavaria – Avianca A | 36     |
| 3.º                                 | José Ibáñez    | Todos por Boyacá                  | 21     |

### Clasificación de la combinada
| Clasificación de la combinada |             |                    |        |
| Ciclista                      | Ciclista    | Equipo             | Puntos |
| ----------------------------- | ----------- | ------------------ | ------ |
| 1.º                           | Efraín Rico | Manzana Postobón A | ND     |

### Clasificación de la regularidad
| Clasificación de la regularidad |                     |                                 |        |
| Ciclista                        | Ciclista            | Equipo                          | Puntos |
| ------------------------------- | ------------------- | ------------------------------- | ------ |
| 1.º                             | Jairo Hernández     | Pony Malta de Bavaria-Avianca A | 107    |
| 2.º                             | Efraín Rico         | Manzana Postobón A              | 104    |
| 3.º                             | Héctor Iván Palacio | Gobernación de Antioquia-Pilsen | 104    |

### Clasificación por equipos
| Clasificación por equipos |                      |        |
| Equipo                    | Equipo               | Tiempo |
| ------------------------- | -------------------- | ------ |
| 1.º                       | Pony Malta - Kelme A | ND     |